# Straperlo
Straperlo ou Stra-Perlo était la marque d'un jeu de roulette électrique truqué introduit en Espagne pendant la Seconde République avec la complicité de certaines personnalités politiques. La manœuvre découverte fut à l'origine d'un grand scandale politique, jetant le discrédit sur le nouveau régime encore fragile.
Après la Guerre civile espagnole, le terme de « estraperlo », transcription du nom de la machine en espagnol, devint dans cette langue un synonyme de « marché noir », « contrebande », alors justement que la situation économique des débuts du franquisme, avec de stricts restrictions et rationnements, favorisait ces pratiques. Par extension le mot désigne toute affaire ou entreprise soupçonnée de manigance (« magouille »). Celui qui le pratique est nommé « estraperlista ».

## Histoire
Straperlo est l'acronyme des concepteurs et promoteurs de la machine truquée, les entrepreneurs Strauss, Perel, et Lowann (cette dernière, épouse du premier, n'étant pas toujours mentionnée). Selon Andreu Avel·lí Artís, le nombre de lettres tirées du nom de chacun et présents dans l'acronyme était proportionnel à leur participation respective dans l'entreprise,; d'autres versions affirment que le terme est  simplement l'acronyme des deux premiers noms,. La roulette était contrôlée par un simple bouton permettant de choisir à l'avance le résultat.
Ses créateurs introduisent le Straperlo en Espagne en 1935. Deux modèles furent mis en service, le premier au casino de Saint-Sébastien et le second au casino de l'hôtel Formentor à Majorque, avec la complicité de certains hauts responsables gouvernementaux, dont le ministre de l'Intérieur Rafael Salazar Alonso et Aurelio Lerroux, neveu d'Alejandro Lerroux, le leader du Parti républicain radical, parti de centre droit[réf. nécessaire] alors à la tête du gouvernement en coalition avec le grand parti de droite, la CEDA, minoritaire au gouvernement.
Daniel Strauss lui-même fut à l'origine de la dénonciation de l'affaire au président de la République Alcalá-Zamora, face au refus de Lerroux de s'acquitter de la somme exigée pour l'arrêt du jeu truqué. Celui-ci fut finalement interdit lorsque la police mit la fraude en évidence. Le scandale causé dans l'opinion publique contribua au déclin du parti radical et à la fin de la carrière politique d'Alejandro Lerroux, qui ne fut pas reconduit dans ses fonctions parlementaires lors des élections de février 1936,. La CEDA mit fin à la coalition. Le centre politique resta alors sans représentation et l'opinion publique se polarisa, contribuant à la délégitimation de la Seconde République et à l'éclatement de la Guerre civile l'année suivante.